# Skyscraper ~Mantenrou ni Dakarete~
Skyscraper ~Mantenrou ni Dakarete~ é um single de Hironobu Kageyama. Foi lançado pela Starland em 21 de abril de 1993 e possui três faixas.

## Produção
O single vem com a faixa-título homônima, que foi uma image song do anime Möbius Klein. Inclui uma faixa extra, seu lado B, "Möbius no Koibitotachi", onde Kageyama divide os vocais com Emi Kobayashi.
As composições e arranjos de ambas as músicas ficaram sob a tutela de Kenichi Sudo, um dos parceiros musicais mais longevos da carreira de Kageyama. udo trabalhou com Kageyama em seus álbuns Born Again; I'm in You; Cold Rain; e Rock Japan. Também formaram três bandas juntos, a AIRBLANCA, a TRY FORCE e a BROADWAY, com quem compuseram várias músicas para Os Cavaleiros do Zodíaco, a maioria inclusa no álbum Saint Seiya Hit Kyokushuu III BOYS BE ~Kimi ni Ageru Tame ni~. Sudo, aliás, compôs "Blue Dream", segundo encerramento do anime. Compôs e arranjou inúmeras músicas para outra banda de Kageyama, o JAM Project, sendo creditado em praticamente todos os álbuns da banda.
Já o letrista Shun Tagushi escreveu uma canção mais conhecida entre os fãs de tokusatsu do Brasil, a música "Shooting Star", encerramento de Cybercop, os Policiais do Futuro.

## Recepção
O site Maaktsuu elogiou a faixa "Möbius no Koibitotachi", dizendo que é uma "linda balada".

## Faixas
| N.º            | Título                                                  | Letras         | Música         | Arranjo        | Duração |  |
| 1.             | "Skyscraper ~Matenroh ni Dakarete~"                     | H. Kageyama    | Kenichi Sudo   | K. Sudo        | 4:58    |  |
| 2.             | "Möbius no Koibitotachi" (com Emi Kobayashi)            | Shun Taguchi   | K. Sudo        | K. Sudo        | 6:0     |  |
| 3.             | "Skyscraper ~Matenroh ni Dakarete~ (Off Vocal Version)" | instrumental   | K. Sudo        | K. Sudo        | 4:58    |  |
| Duração total: | Duração total:                                          | Duração total: | Duração total: | Duração total: | 15:57   |  |